# Гродиславиці-Колонія
Гродиславиці-Колонія (пол. Grodysławice-Kolonia) — колонія у Польщі, розташоване в Люблінському воєводстві Томашівського повіту, ґміни Рахане.